# Evil Dead: The Game
Evil Dead: The Game ist ein Survival-Horrorspiel aus dem Jahr 2022, das auf dem Evil-Dead-Franchise basiert. Es wurde von Saber Interactive entwickelt und veröffentlicht. Es bietet kooperatives Gameplay und Spieler-gegen-Spieler-Kämpfe. Das Spiel enthält Bruce Campbell als Ash Williams, zusammen mit den meisten Originaldarstellern, die ihre Rollen wiederholen.
Evil Dead: The Game wurde im Mai 2022 für PlayStation 4, PlayStation 5, Windows, Xbox One und Xbox Series veröffentlicht. Es wird zu einem späteren Zeitpunkt für Nintendo Switch veröffentlicht. Es wurde am 7. Februar 2023 für PlayStation-Plus-Abonnenten kostenlos zur Verfügung gestellt.

## Gameplay
„Evil Dead: The Game“ ist ein asymmetrisches Multiplayer-Spiel. Das Spiel bietet sowohl kooperatives Gameplay als auch Spieler gegen Spieler (PvP)-Kämpfe, obwohl für den Einzelspielermodus eine Internetverbindung erforderlich ist. Das Spiel verfügt außerdem über ein Level-Up-System als Fähigkeitsbaum-Mechanik. Es wird außerdem mehrere Karten enthalten, darunter die Hütte im Wald aus der Filmreihe „Evil Dead“, zusammen mit über 25 Waffen, darunter Ashs Kettensäge und Boomstick. Zum Start bietet das Spiel vier spielbare Überlebensklassen (Anführer, Krieger, Jäger und Unterstützer) und vier spielbare Dämonen (der Kriegsherr, der Puppenspieler, der Nekromant und der Seuchenbringer).

## Post-Launch-Inhalt
Nach der Veröffentlichung von „Evil Dead: The Game“ waren verschiedene neue Updates entweder kostenlos oder als Teil eines Saisonpasses enthalten. Am 13. Juli 2022 wurde die Karte „Castle Kandar“, die auf „Armee der Finsternis“ basiert, dem Spiel hinzugefügt, zusammen mit neuen Outfits für Arthur und Henry. Am 8. September 2022 haben David Allen und Mia Allen, Charaktere aus dem Film „Evil Dead“ aus dem Jahr 2013, wurden dem Spiel hinzugefügt. Neben den neuen Charakteren wurde dem Spiel am selben Tag eine neue Klasse namens Plaguebringer hinzugefügt, die auf „Army of Darkness“ basiert.
Am 2. Februar 2023 wurden ein neues „Ash vs Evil Dead“-Update und das Immortal Power Bundle, ein herunterladbares Premium-Inhaltspaket, veröffentlicht. Mit diesen neuen Inhaltserweiterungen wurde dem Spiel Splatter Royale hinzugefügt, ein neuer Spielmodus, in dem Spieler gegen bis zu 40 Deadites kämpfen, bis nur noch ein Spieler übrig ist. Das Premium-Paket enthielt neue Outfits für Ash Williams, Pablo Simon Bolivar, Kelly Maxwell und den Puppenspieler. Das Premium-Paket fügte dem Spiel auch Ruby Knowby hinzu. Im Rahmen des kostenlosen Updates wurde neben dem Granatwerfer und der Sense, zwei neuen Waffen, ein neues Outfit für Pablo Simon Bolivar hinzugefügt.
Am 30. März 2023 wurde bekannt gegeben, dass „Evil Dead: The Game“ am 26. April 2023 auf Steam veröffentlicht wird, zusammen mit einer Game of the Year Edition, die ebenfalls veröffentlicht wird auf Konsolen, einschließlich aller Post-Launch-DLCs bis zu diesem Datum. Es wurde außerdem angekündigt, dass „Who's Your Daddy“, ein neues herunterladbares Inhaltspaket, ebenfalls veröffentlicht wird und Brock Williams und Baal als spielbare Charaktere sowie neue Outfits für Ash, Pablo und Amanda Fisher enthalten wird.

## Marketing
Evil Dead: The Game wurde am 10. Dezember 2020 bei den The Game Awards vorgestellt. Am selben Tag kam auch der Trailer zum Spiel heraus.
Der amerikanische Rapper Method Man veröffentlichte in Zusammenarbeit mit dem Spiel den Song „Come Get Some“. Das Lied wurde von Statik Selektah produziert und enthält Verse von Method Mans Sohn PXWER und U-Gods Sohn inTeLL. Es enthält Beispieles der Originalpartitur „The Evil Dead“ von Joseph LoDuca und von Ash Williams gesprochene Zeilen. The Das Lied ist im Launch-Trailer des Spiels enthalten, der am 14. Mai 2022 veröffentlicht wurde.
Der Spezialeffektkünstler Tom Savini hat einen exklusiven Ash-Skin entworfen, der Spielern gegeben wurde, die die Collector's Edition des Spiels vorbestellten.

## Rezeption
„Evil Dead: The Game“ erhielt laut Metacritic „gemischte oder durchschnittliche“ Bewertungen für PlayStation 5 und Xbox Series X/S; Die PC-Version erhielt „allgemein positive“ Bewertungen. Mark Delaney von GameSpot gab dem Spiel 6 von 10 Punkten und lobte die Treue zum „Evil Dead“-Franchise und das klassenbasierte Charakterdesign und kritisiert gleichzeitig den Fortschritt als langsam, die Story-Missionen als unentwickelt und die PvP-Kämpfe als unausgewogen. Jordan Gerblick von GamesRadar+ lobte die Zugänglichkeit des Spiels, die Grafik und die Hommagen an das Franchise, kritisierte jedoch den Mangel an Inhalten, die Schwierigkeit bei Einzelspieler-Missionen. Travis Northup von IGN gab dem Spiel 8 von 10 Punkten. Hardcore Gamer lobte die Grafik, die Atmosphäre, die flüssigen Kämpfe und den Online-Modus, kritisiert wurde der Mangel an Inhalt. VG247 gab dem Spiel 4/5 Sterne. Das Spiel verkaufte sich in fünf Tagen 500.000 Mal.